# الشرطة الشعبية
كانت الشرطة الشعبية (بالبولندية: Milicja Obywatelska)، تختصر عادةً إلى (MO)، جهاز الشرطة الوطني لجمهورية بولندا الشعبية. تأسست في 7 أكتوبر 1944 من قبل اللجنة البولندية للتحرير الوطني التي يرعاها الاتحاد السوفيتي، لتحل بكفاءة محل قوة الشرطة التي كانت موجودة قبل الحرب. ظلت الشرطة الشعبية الجهاز السائد للشرطة في بولندا حتى 6 أبريل 1990، عندما تحول اسمها إلى بوليتسيا (الاسم البولندي للشرطة) مجدداً.
لقد اقتبس مصطلح milicja (ميليتسيا) من اللفظ القريب (militsiya)، المستخدم في العديد من الدول الشيوعية. والمشتق من ميليشيا، التي بدورها يُزعم أن أصلها يرجع لفكرة قوة عسكرية مؤلفة من مواطنين عاديين. وعلى عكس المعنى الضمني، فإنها في معظم الحالات تمثل قوة خاضعة لسيطرة الدولة، تستخدم لممارسة القمع السياسي ضد المواطنين.
في ظل كل من الحكومات الشيوعية وما بعد مرحلة الشيوعية، كان نظام الشرطة البولندية يعمل تقليدياً تحت تحكم السلطة الوطنية. ابتداءً من نهاية الحرب العالمية الثانية، وقعت بولندا تحت تأثير الاتحاد السوفيتي. في 1948، أدى تحول البلاد نحو الستالينية إلى بداية الحكم الشمولي، «الذي حكم فيه حزب واحد بشكل مستقل جميع شرائح المجتمع». إن الطبيعة المركزية للغاية للشرطة الشعبية وافتقارها إلى أي قوة عظمى وضعتها تحت سيطرة مكتب الأمن إلى حد كبير، الذي استخدمها لغرس الخوف في الجماهير المحلية. وكان تدريبها العام يُقام في بلدة ليغيونوفو.

## معرض صور

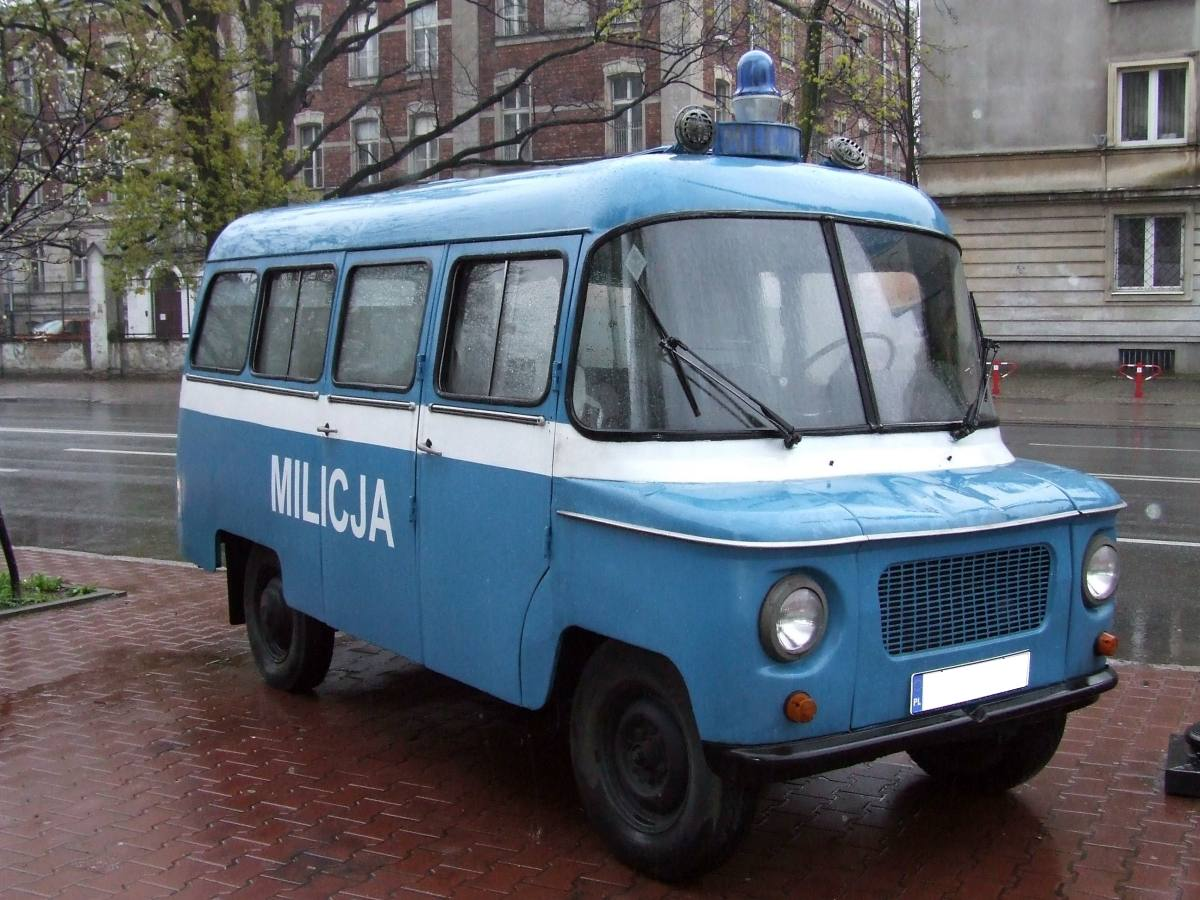
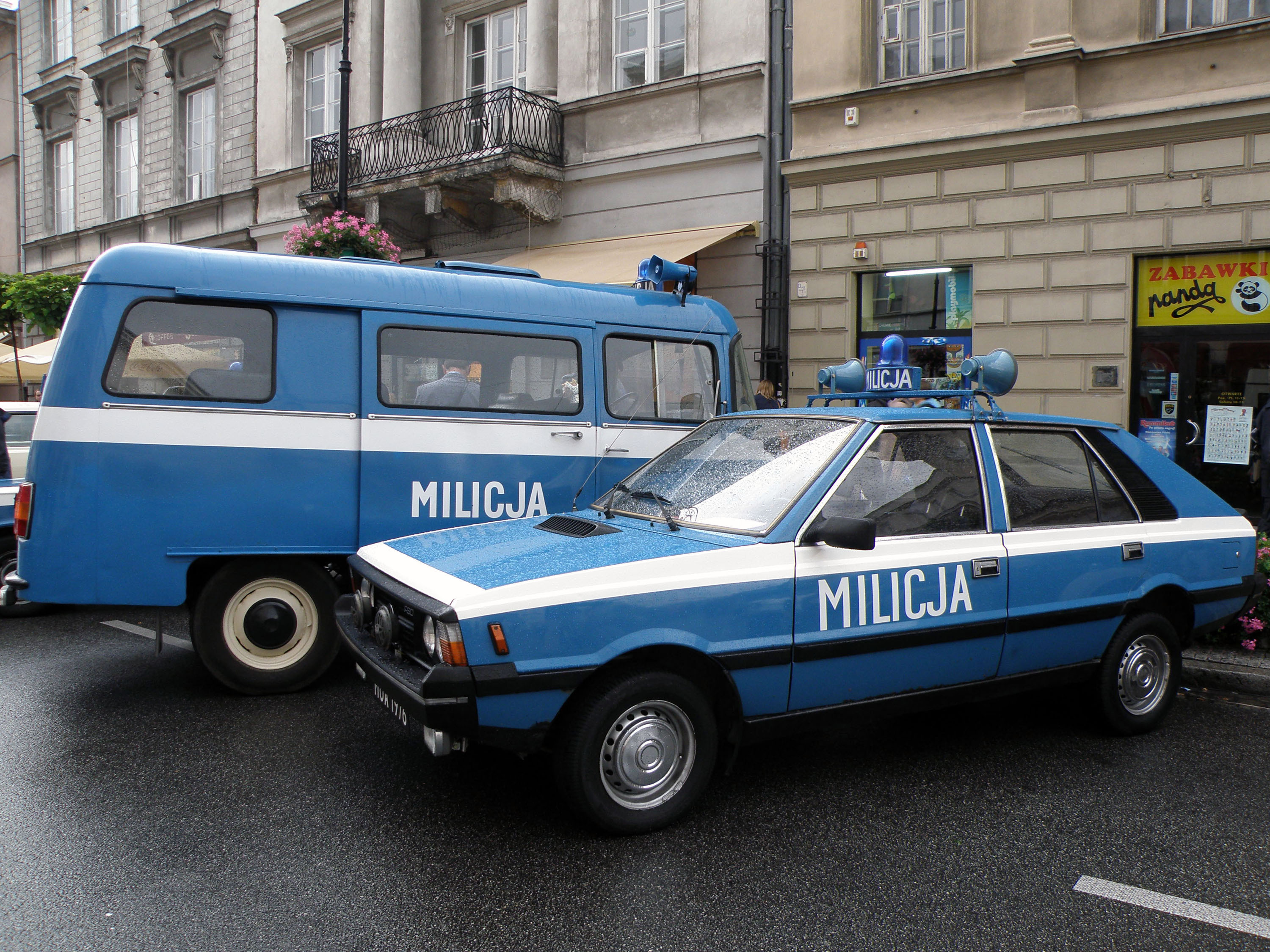
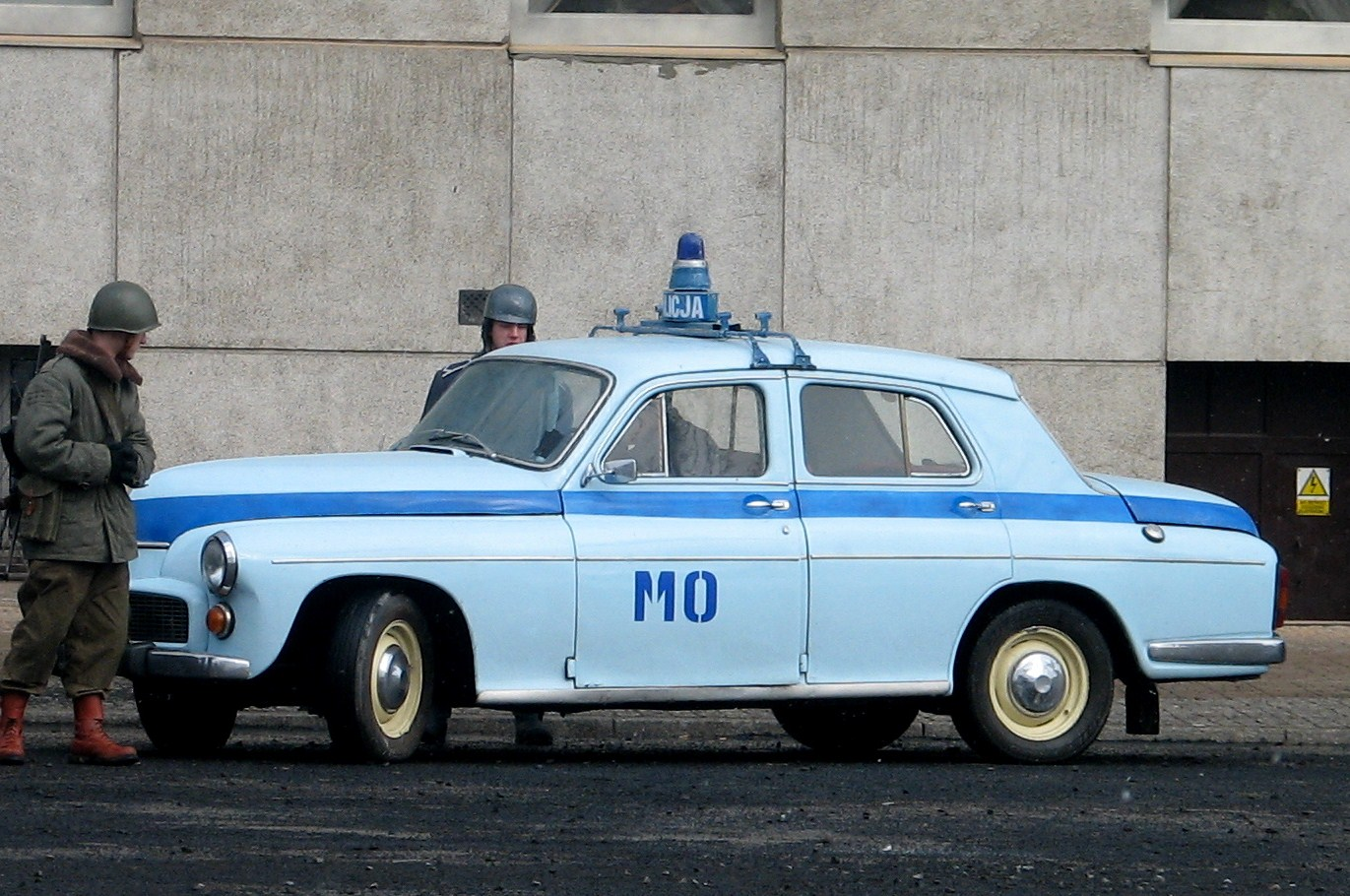
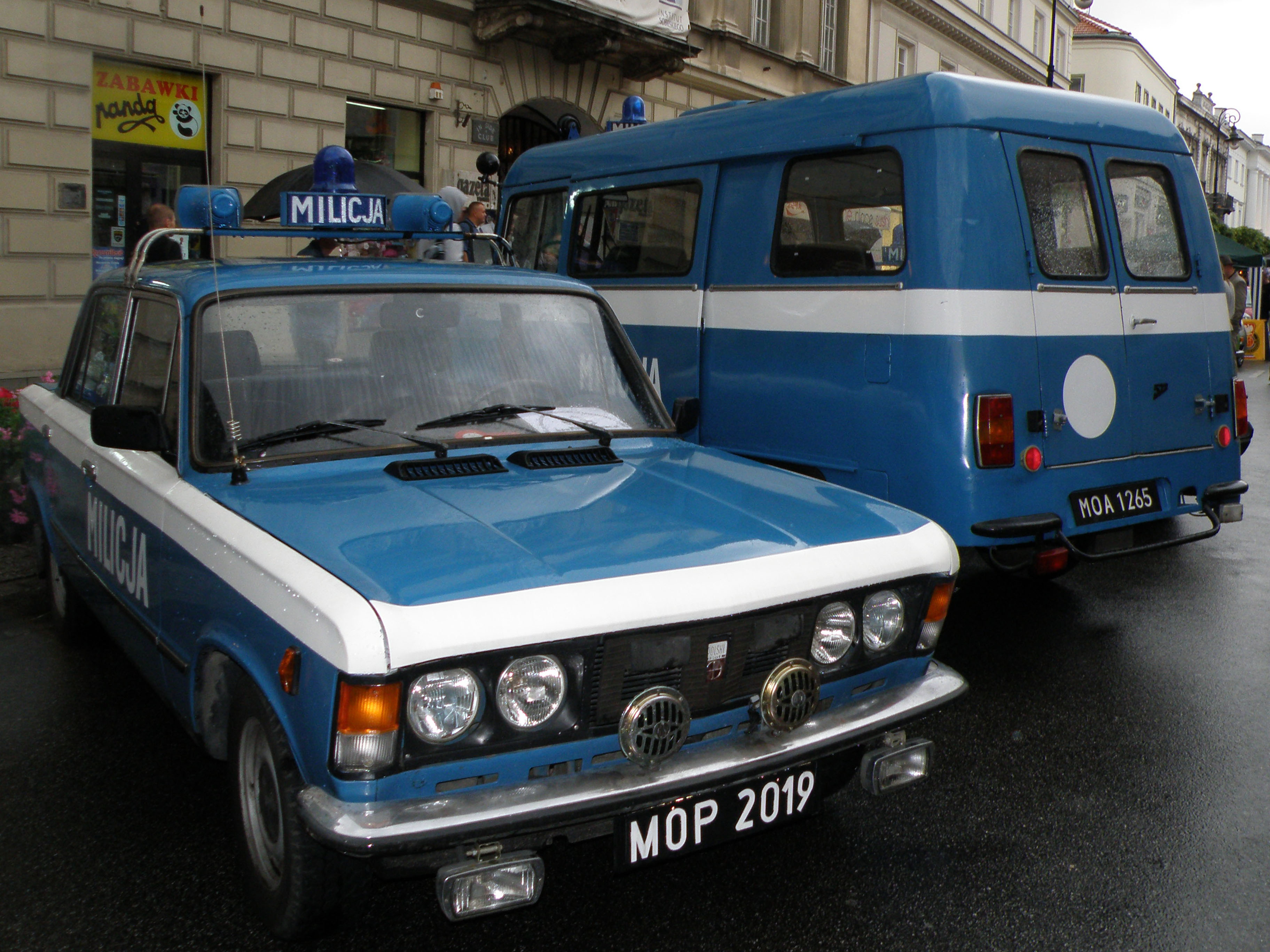
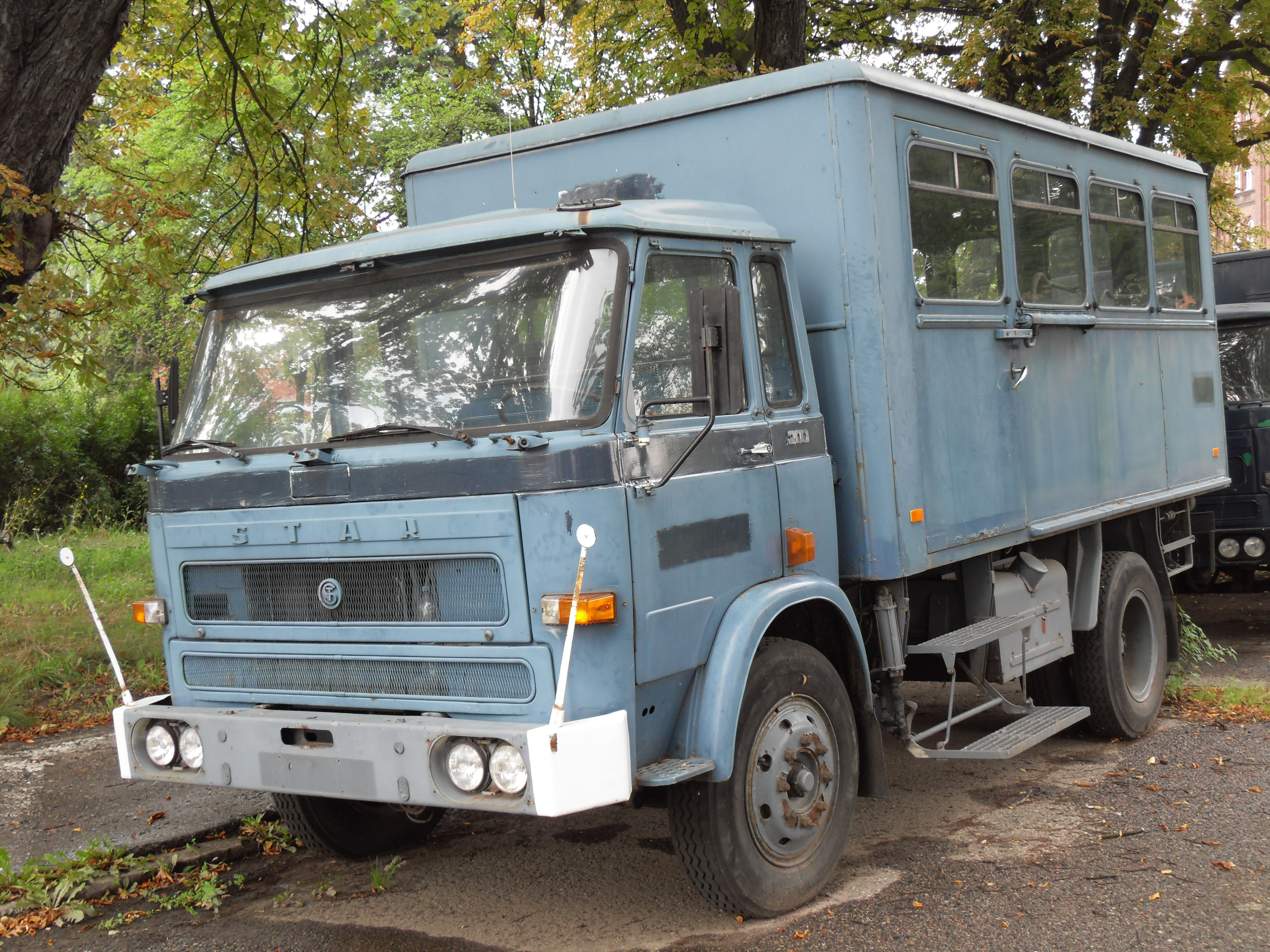
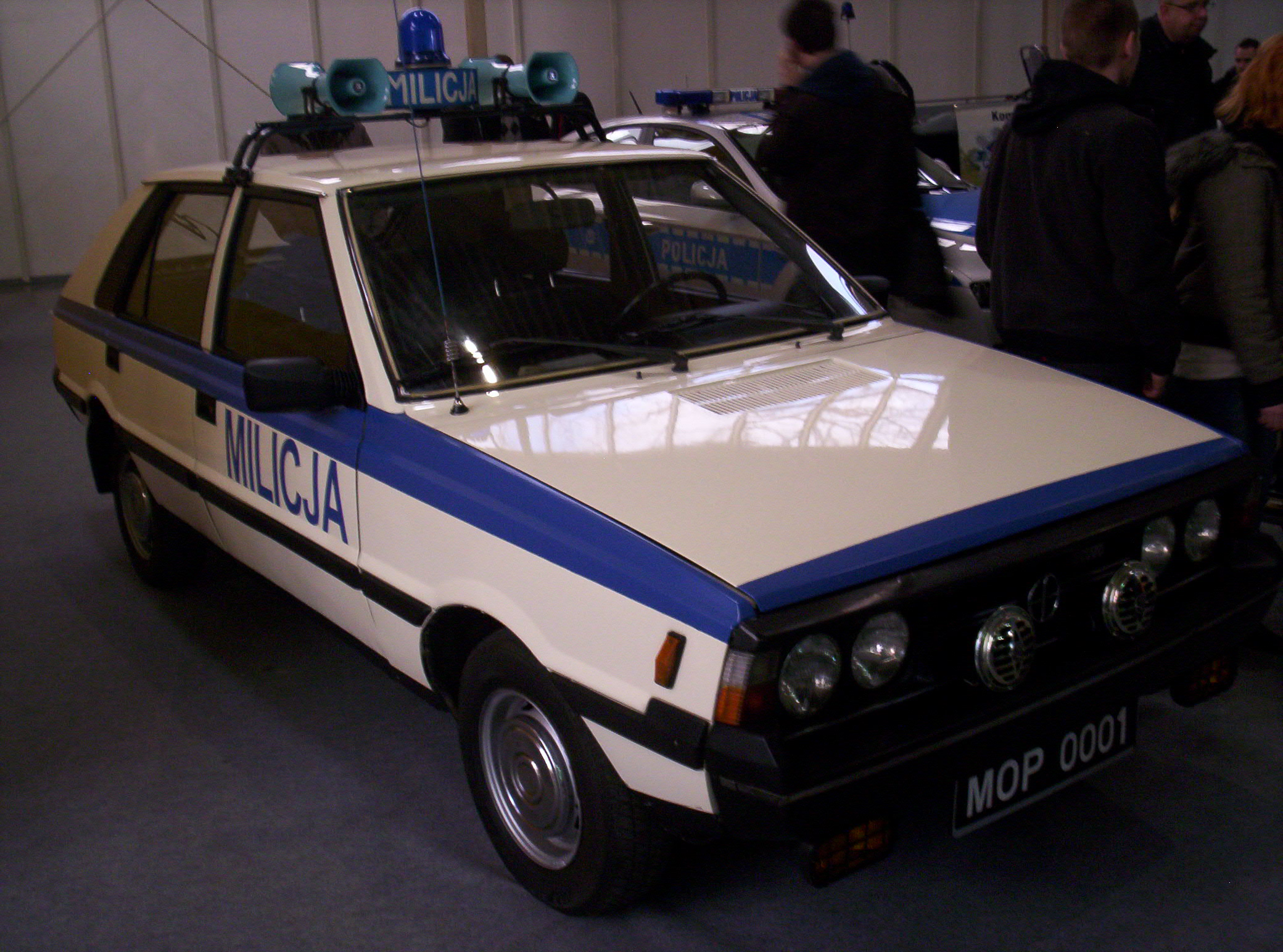

## للمزيد من القراءة
- History of the Milicja Obywatelska MO quoted by the police from Braniewo, originally by the Police School in Szczytno
- The history of the police in Poland from WWII to the present[وصلة مكسورة]